# Stazione di Candiolo
Stazione di Candiolo vasútállomás Olaszországban, Candiolo településen.

## Vasútvonalak
Az állomást az alábbi vasútvonalak érintik:
- Torino–Pinerolo–Torre Pellice-vasútvonal

## Kapcsolódó állomások
A vasútállomáshoz az alábbi állomások vannak a legközelebb:
- Stazione di Nichelino (Stazione di Chivasso, Line SFM2)
- Stazione di None (Stazione di Pinerolo, Line SFM2)